# Неводовский, Гавриил Степанович
Гавриил Степанович (Стефанович) Неводовский (1874—1952) — российский и советский миколог, специалист по ржавчинным и головнёвым грибам.

## Биография
Родился 27 марта (9 апреля) 1874 года в селе Евминка Черниговской губернии Российской империи.
Учился в местной сельской школе, после чего поступил в Черниговскую духовную семинарию. Окончив семинарию в 1895 году, с 1897 по 1903 преподавал в земской школе. Написал один из первых украинских букварей — «Украінська Школа» (1908).
В 1903 году поступил в Ново-Александрийский институт сельского хозяйства и лесоводства. С 1905 по 1908 работал в губернском земстве почвоведом. Затем, по предложению профессора Н. В. Цингера, стал изучать микологию. В 1911 году окончил Ново-Александрийский институт, после чего два года работал в Тифлисском ботаническом саду.
С 1913 года работал на Смелянскую мико-энтомологическую станцию, после закрытия которой в 1924 году переехал в Киев. В 1927—1930 гг. работал в Украинском НИИ сахарной промышленности.
В 1930 году был уволен со всех постов и арестован, после чего был сослан вместе с женой в Казахстан. Работал в Казахском институте защиты растений в Алма-Ате. В 1933—1936 преподавал в Талгарском техникуме по защите растений, после чего по болезни получил разрешение переехать в Москву на лечение. Оправившись, в 1940 году переехал в Томск и стал преподавателем Томского лесного техникума. В 1943 году стал кандидатом биологических наук.
В сентябре 1945 года Неводовский был полностью реабилитирован. В 1946 году переехал в Станислав, откуда в 1948 — в Пущино. 8 августа 1948 умерла супруга Гавриила Степановича Александра Васильевна. 26 августа 1952 года Гавриил Степанович, страдавший желудочными кровотечениями и атеросклерозом, скончался.
Основной гербарий Неводовского был передан Казахскому государственному университету.

## Виды грибов, названные в честь Г. С. Неводовского
- Cylindrosporium nevodovskii Vasyag., 1971
- Mycosphaerella nevodovskii Tomilin, 1966
- Puccinia nevodovskii Gamalizk., 1958
- Ramularia nevodovskii Vasyag., 1973 [= Ramularia heraclei (Oudem.) Sacc., 1881]
- Urocystis nevodovskyi Schwarzman, 1960